# Journal of Teaching English for Specific and Academic Purposes
Journal of Teaching English for Specific and Academic Purposes (JTESAP) је међународни научни часопис који излази као самостално издање од 2013. године и објављује радове из примењене лингвистике енглеског језика и сродних области.

## О часопису
Радови који се објављују се првенствено баве истраживањима у области енглеског језика за посебне намене, стручног енглеског језика, и припадајућим областима примењене лингвистике, методике наставе енглеског језика, анализе дискурса.
Часопис прихвата оригиналне радове који прво пролазе двоструку рецензију без података о аутору. Часопис је у отвореном приступу DOAJ.
Министарство просвете, науке и технолошког развоја  категорисало је овај часопис као научни часопис. Септембра 2016, после само девет објављених бројева, часопис је индексиран у ESCI.
Часопис је видљив и у узајамној виртуелној бази COBISS.

## Историјат
Савет Универзитета у Нишу са ректором Проф. др Драганом Антићем одобрио је покретање овог часописа на иницијативу Др Надежде Стојковић, 2013. године. 

### Периодичност излажења
Часопис излази квартално, са могућношћу више бројева у години. 

## Уредници
- Проф. др Надежда Стојковић, ванредни професор 2013[мртва веза] -

## Аутори прилога
Аутори су еминентни истраживачи и теоретичари из земље и иностранства. 

## Теме
- Стручни енглески језик
- Енглески језик за посебне намене
- Креирање силабуса
- Писање материјала за учење
- Примењена лингвистика
- Анализа дискурса
- Методика наставе енглеског језика
- Принципи и методе оцењивања
- Културолошке студије
- Социолингвистика

## Електронски облик часописа
Од 2013. године часопис излази у електронском облику. 

## Индексирање у базама података
- ESCI
- CiteFactor
- Scientific Indexing Service